# Cyanella
Cyanella es un género  que incluye 7 especies de pequeñas plantas herbáceas, perennes y  bulbosas. El género es oriundo de Sudáfrica y pertenece a la familia de las Tecofileáceas (Tecophilaeaceae). Se propagan por esquejes o semillas. 

## Especies
Cyanella incluye las siguientes especies:
- Cyanella alba L.f.
  - Cyanella alba subsp. alba.
  - Cyanella alba subsp. flavescens J.C.Manning
  - Cyanella alba subsp. minor J.C.Manning
- Cyanella aquatica Oberm. ex G.Scott
- Cyanella cygnea G.Scott
- Cyanella hyacinthoides Royen ex L.
- Cyanella lutea L.f.
- Cyanella orchidiformis Jacq.
- Cyanella ramosissima (Engl. & Krause) Engl. & K.Krause

## Sinonimia
- Pharetrella Salisb.
- Trigella Salisb.